# Christoph von Oldenburg

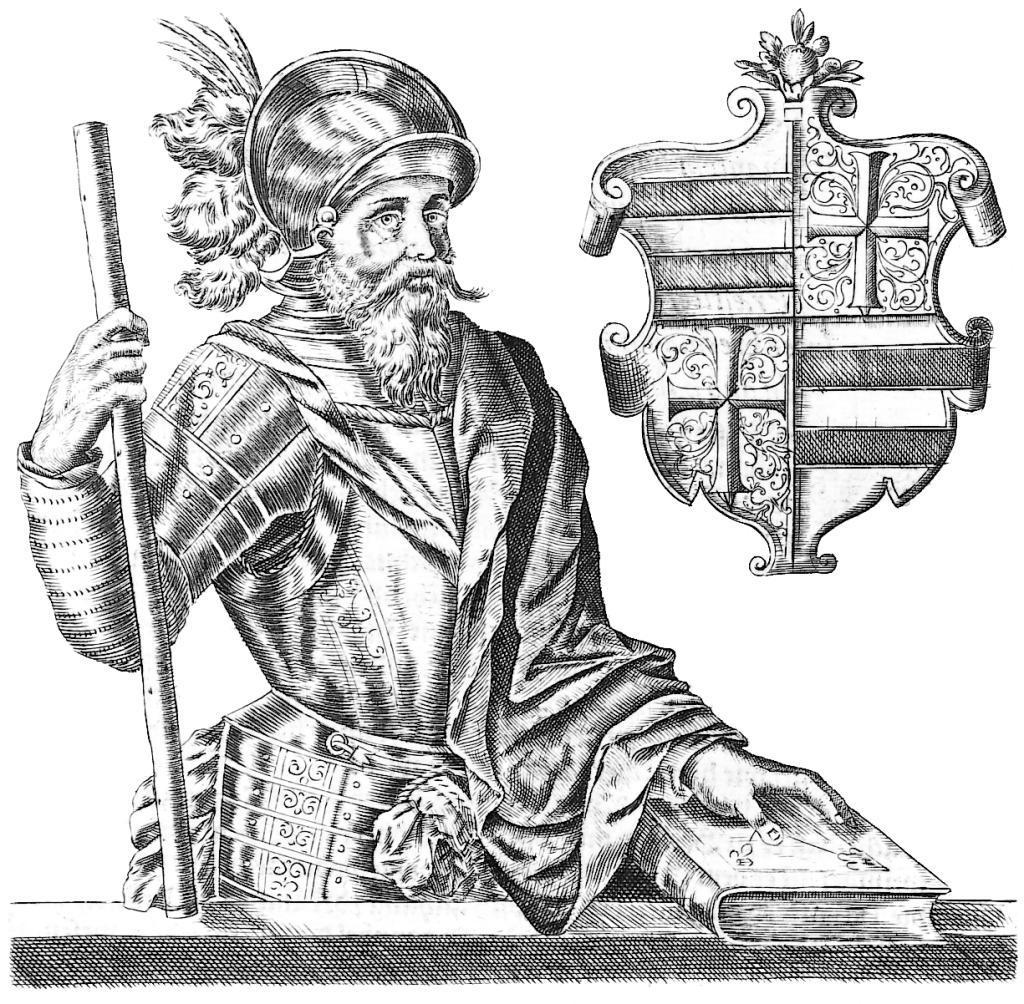
Graf Christoph von Oldenburg

Christoph von Oldenburg (* 1504; † 4. August 1566 in Rastede) war ein deutscher Feldherr und Graf von Oldenburg. Nach ihm wird der Krieg in Dänemark 1534–1536 Grafenfehde genannt.

## Leben

### Graf von Oldenburg und geistliche Ämter
Christoph wurde als ein jüngerer Sohn des Grafen Johann V. von Oldenburg und dessen Frau Anne von Anhalt-Zerbst geboren und war damit Enkel Gerhard des Streitbaren und Georgs I. von Anhalt-Zerbst. Als mittlerer Sohn war er für die geistliche Laufbahn vorgesehen, erhielt den Augustinermönch Johannes Schiphower als Lehrer und wurde schon als Kind 1515 Domherr in Bremen, später (ab 1524) auch in Köln, wo er bereits seit 1516 eine Pfründe am St.-Gereon-Stift innehatte und dort während eines von 1518 bis März 1521 nachweisbaren Aufenthalts eine gründliche humanistische Ausbildung erhielt. 1530 wurde er schließlich Propst des bereits evangelischen St.-Wilhadi-und-Stephani-Stifts in Bremen. Als 1546 die Reformationsversuche des Kölner Erzbischofs Hermann von Wied scheiterten, verlor auch Christoph seine Domherrenpfründe. Auch seine Hoffnung, Bischof von Bremen zu werden, zerschlug sich, wie er 1558 an Philipp von Hessen schrieb, bei dem er sich von 1524 bis 1528 aufhielt und ihn bei der Einführung der Reformation unterstützte.
Christoph war selbst ein aktiver Förderer der Reformation in der Grafschaft Oldenburg, die er seit dem Tod seines Vaters 1526 gemeinsam mit seinen Brüdern Johann VI., Georg und Anton regierte. 1529 gelang es dem jüngsten, ebenfalls evangelischen Bruder Anton mit Christophs Unterstützung, die beiden älteren, wie die Mutter katholisch gebliebenen Brüder aus der Herrschaft zu verdrängen und allein zu regieren. Anton ließ die von Christoph geförderte Reformation in der Grafschaft auch deswegen zu, weil sie ihm dank der Klostersäkularisationen zusätzlichen Besitz einbrachte. Die von Johann zuvor abgelehnte Hochzeit ihrer Schwester Anna mit Häuptling Enno II. Cirksena verbesserte das Verhältnis zum Nachbarn Ostfriesland. Im selben Jahr ließ Christoph sich zum Abt des Klosters Rastede wählen, fand die Mönche mit einer Rente ab und behielt das Kloster als Privatwohnsitz. In Oldenburg verlor er gegenüber seinem Bruder, der bei seinem Lehnsherren Herzog Heinrich dem Jüngeren von Braunschweig-Wolfenbüttel Rückhalt für seine Regierung fand, bald an Einfluss.
Größer dagegen war sein Einfluss in Ostfriesland, wo er die Politik seiner Schwester Anna, nun Witwe von Enno II. Cirksena von Ostfriesland, unterstützte und die religiöse Toleranz förderte. Von 1561 bis 1565 gab er dem umstrittenen Bremer Pastor Albert Hardenberg im Kloster Rastede Unterschlupf. Zeitlebens an humanistischer Bildung interessiert, korrespondierte er u. a. mit Philipp Melanchthon, der ihm eine hohe Bildung bescheinigte.

### Grafenfehde in Dänemark
Da die Pfründen mit der Einführung der Reformation keine sichere Einnahmequelle darstellten, verdingte Christoph sich als Söldnerführer und Feldherr, strebte aber, obwohl offiziell nach wie vor geistlichen Standes, weiterhin nach einer eigenen Herrschaft. Nach dem Tod des dänischen Königs Friedrich I. 1533 beanspruchte er – angeblich für seinen Cousin, den 1523 abgesetzten und seit 1532 auf Schloss Sonderburg gefangenen König Christian II. – den dänischen Thron gegen Friedrichs Sohn Christian III. Dieser Anspruch beruhte auf einem gemeinsamen Urgroßvater mit Christian II. und Christian III., Dietrich von Oldenburg. Mit Christian II. war er zudem befreundet.
Für dieses Ansinnen gewann er beim Hansetag in Hamburg Anfang 1534 die Unterstützung der Hansestadt Lübeck unter ihrem Bürgermeister Jürgen Wullenwever. Die Hansestadt wollte die dänischen Spannungen ihrerseits zur Herstellung ihrer alten Vormachtstellung am Sund zu nutzen. Am 14. Mai erschien er mit 4000 Landsknechten vor der Stadt und erließ in den folgenden Tagen mehrere Schreiben sowohl an Christian III., als auch an den Adel von Holstein und Dänemark, in denen er die Absetzung und Gefangennahme Christians II. als Unrecht darstellte und zu seiner Befreiung und Wiedereinsetzung aufrief. Während der Lübecker Hauptmann Marx Meyer schon im Mai ohne Kriegserklärung in Holstein einfiel, brach Christoph erst Mitte Juni von Travemünde auf. Zuvor verpflichtete er sich, Lübeck die Schlösser Helsingborg und Helsingör zu überlassen, die den Sundzoll sicherten. Ohne nennenswerten Widerstand eroberte er Seeland und Fünen. Die Städte Kopenhagen und Malmö sowie die aufständischen Bauern in Jütland unter Skipper Clement schlossen sich ihm an. Es gelang ihm somit, einen Großteil von Dänemark unter seiner Kontrolle zu bringen und sich selbst dort als Gubernator huldigen zu lassen.
Der dänische Adel einigte sich in dieser Situation auf Christian III. als König und erstarkte, während die Angreifer durch Uneinigkeit gehemmt wurden. Christoph verweigerte sich nämlich einer gemeinsamen Linie mit dem Mecklenburger Herzog Albrecht VII., dem Wullenwever ebenfalls die dänische Krone versprochen hatte, weshalb die aus Mecklenburg zugesagten Gelder und Truppen für Christoph ausblieben. Die meisten Schlösser und Städte, die sich Christoph angeschlossen hatten, gingen bereits Ende 1534 meist ohne Gegenwehr zu dem inzwischen zum König gewählten Christian III. über. Spätestens nachdem Lübeck Juli 1535 einen Separatfrieden mit Dänemark schloss und Wullenwever abgesetzt wurde, erhielt Christoph von dort keinen Sold mehr für seine Söldner. Am 28. Juli 1536 musste Christoph in Kopenhagen kapitulieren und das Land verlassen.

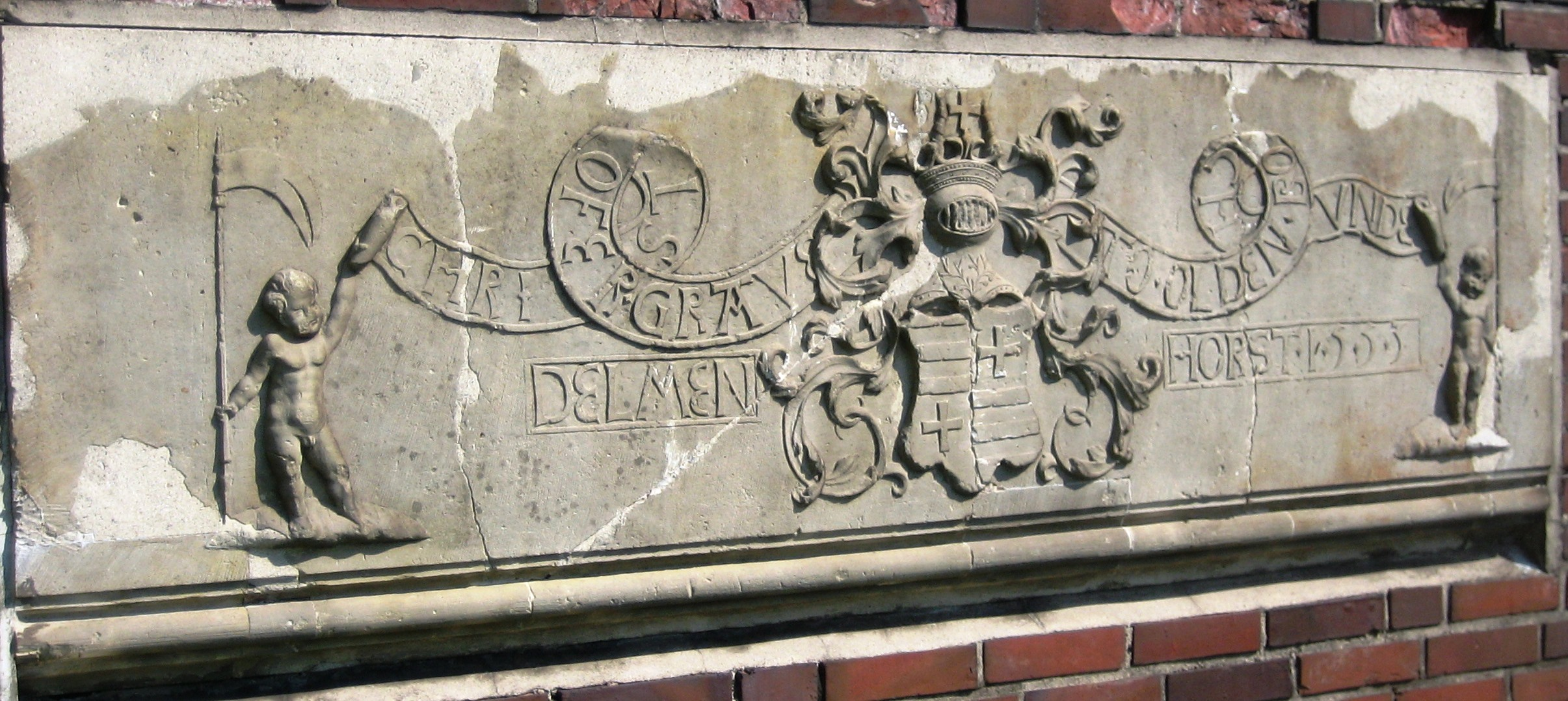
Stein in Oldenburg am Stautorkreisel (im Brückenbauwerk über die Mühlenhunte), Inschrift: Christof Grav To Oldenborch und Delmenhorst 1553

### Weitere Kriegszüge
Trotz der letztlichen Niederlage steigerte die Grafenfehde Christophs Ansehen als Feldherr. Für kurze Zeit trat er in den Dienst von Burgund. 1538 versuchte er für seinen Bruder Anton vergeblich dem Bistum Münster Delmenhorst zu entreißen, was erst 1547 in der Schlacht bei Drakenburg gelang, in der Christoph mit einem für Kurpfalz geworbenen Heer das evangelische Bremen auf Seiten des Schmalkaldischen Bundes gegen den Erzbischof und Kaiser Karl V. unterstützte. 1552 sammelte er für den Fürstenaufstand ein Heer für Moritz von Sachsen, trat aber nach dem Passauer Vertrag auf Seiten des Brandenburger Markgrafen Albrecht Alcibiades in den Zweiten Markgrafenkrieg ein, wobei seine Söldnertruppen u. a. Fulda zerstörten. Auch in den folgenden Jahren kämpfte er für Albrecht Alcibiades und unterstützte auch Wilhelm von Grumbach, ohne sich jedoch allzu intensiv in die fragwürdigen Unternehmungen des 1563 geächteten Grumbach einzulassen. 1562 bot er Königin Elisabeth I. von England über Albert Hardenberg und Jan van Utenhove seine Dienste an. Auch war er in die protestantische Diskussion um militärische Hilfe für die Hugenotten in Frankreich eingebunden. Insgesamt kam er nach 1553 als Söldnerführer aber nicht mehr über Planungen hinaus. Die nach der Mitte des 16. Jahrhunderts effektiver werdende Landfriedenswahrung im Reich engte die Bewegungsräume für Söldnerführer wie Christoph zunehmend ein.
Auch Christophs herrschaftliche Ambitionen erfüllten sich schließlich nicht. 1558 wurde seine Hoffnung auf die erzbischöfliche Würde in Bremen von den Bischofswählern enttäuscht. Weiterhin blieben seine Bemühungen um Rückgewinn seiner, nach dem Scheitern des reformationsfreundlichen Erzbischofs Hermann von Wied in Köln 1546 verlorenen, Kölner Domherrenstelle erfolglos. In der oldenburgischen Landesherrschaft spielte er keine Rolle mehr.
Zumindest zeitweise bedeutend war dagegen sein Einfluss auf die ostfriesische Politik. Seine Schwester Anna nahm als Witwe des ostfriesischen Grafen seit 1542 die vormundschaftliche Regierung Ostfrieslands wahr. Sie stand in enger Beziehung zu Christoph, dessen Rat sie häufig suchte und befolgte, so zumal in der kritischen religionspolitischen Situation nach dem Schmalkaldischen Krieg.

## Familie
In seinen Testamenten 1560 bzw. 1566 ist seine „Hausfrau“ Salome genannt. Ein unehelicher Sohn Christoph wird nur 1539 erwähnt.